# 水碓窠溪
25°04′11″N 121°25′40″E / 25.06972°N 121.42778°E
水碓窠溪，位於台灣北部，屬於塭子川的支流之一，發源於林口台地的漳州寮，即林口工二工業區東側，流經五股區福德里，最後穿越中山高速公路後，於五股交流道西側與泰山區翡翠工業區北側間注入塭子川。
「水碓」地名由來為「水碓舂」，溪水因地勢高低落差而具備動力，用以沖擊水碓設施自動不斷地舂米，而水碓窠溪即是昔日水碓農村及水碓設施所用的水源溝渠，該水碓大約在目前五股區自強路與水碓路口附近，為灌溉農田主要水源。而聯繫林口與五股兩地的登林路主要就是沿著水碓窠溪的溪谷闢建。